# ラッキークレープ
「ラッキークレープ」（LUCKY Crepu）は、かつてバウハウスから発行されていた、いわゆるお菓子系の月刊グラビア雑誌である。

## 概要
創刊は1997年8月号。最終号の1999年12月号で休刊するまで、計29号が発行された。創刊号の表紙は田村りおん。
1997年には、本誌のほかに「ワッフル」、「ジューシープレス」と、お菓子系グラビア雑誌の創刊が相次いだ。これは、青少年保護育成条例に基づく有害図書の規制の厳格化などに伴い、コンビニエンスストアが自主規制を強化してアダルト雑誌の販売を制限したため、出版社がこれに代わるものとして非ヌードのグラビア雑誌を創刊したためとされる。
「クリーム (雑誌)」に代表されるお菓子系グラビア誌では、その名の通り、お菓子を連想させる誌名を持つものが多い。「クレープ」もお菓子の一種であるが、お菓子のクレープはスペルが"crêpe"であるのに対して、本誌の誌名はスペルが"crepu"となっている。本誌の表紙は、「クリーム」に似せるように、誌名のうち"Crepu"が大きく配される一方、"LUCKY"はほとんど目立たないようにされていた。
本誌のメイングラビアに登場したモデルには、浅川ちひろ、岡部令子らがいる。美少女グラビアで名を馳せたバウハウスが版元だったことで、モデルのレベルは高かった。
本誌から派生したムック本として、「グラビア部分を再編集したラッキークレープデラックス」も発行された。「ラッキークレープデラックス」の発行は本誌の休刊後も続き、2002年 10月までに8冊が発行されている。また、1999年6月には、DVDを付録とした「クレープデジタルデラックス」も発行されている。
他に純粋な映像作品として、英知出版からラッキークレープのビデオ版が5本、DVDが1枚発売されている。